# Франсіско Вера
Франсіско Вера (ісп. Francisco Vera, нар. 18 липня 2009, Вільєта, Колумбія) — колумбійський активіст із боротьби зі зміною клімату, який отримував численні погрози вбивством через свою активність.